# Нурмаганбетов, Кайсар Елюбаевич
Кайса́р Елюба́евич Нурмаганбе́тов (5 августа 1977, Жезказган) — казахстанский гребец-каноист, выступал за сборную Казахстана в середине 1990-х — конце 2000-х годов. Участник четырёх летних Олимпийских игр, бронзовый призер на молодёжном Чемпионате мира 1995 в Японии город Фудзияма, двукратный чемпион Азиатских игр, победитель многих турниров республиканского и международного значения.

## Биография
Кайсар Нурмаганбетов родился 5 августа 1977 года в городе Жезказгане Карагандинской области Казахской ССР.
Благодаря череде удачных выступлений уже в возрасте восемнадцати лет удостоился права защищать честь страны на летних Олимпийских играх 1996 года в Атланте — в паре с партнёром Сергеем Сергеевым стартовал в двойках на пятистах и тысяче метрах, в обоих случаях сумел дойти только до стадии полуфиналов, где финишировал восьмым и четвёртым соответственно.
Первого серьёзного успеха на взрослом международном уровне добился в 1998 году, когда попал в основной состав казахстанской национальной сборной и побывал на Азиатских играх в Бангкоке, откуда привёз награды золотого и серебряного достоинства, выигранные в зачёте одиночных каноэ на дистанциях 500 и 1000 метрах — на тысяче метрах в финале его обошёл китаец Мэн Гуаньлян, будущий олимпийский чемпион. Будучи одним из лидеров гребной команды Казахстана, благополучно прошёл квалификацию на Олимпийские игры 2000 года в Сиднее — на сей раз участвовал в полукилометровой и километровой одиночных дисциплинах, вновь остановился в полуфиналах, где занял шестое и седьмое места.
В 2002 году Нурмаганбетов добавил в послужной список бронзовую и серебряную награды, полученные на Азиатских играх в Пусане в одиночках на пятистах и тысяче метрах соответственно. Два года спустя отправился представлять страну на Олимпиаде в Афинах — на дистанциях 500 и 1000 метров одинаково стал в финале пятым. На Азиатских играх 2006 года в Дохе в паре с Александром Дядчуком на пятистах метрах обогнал всех своих соперников и завоевал тем самым золотую медаль. В 2008 году прошёл отбор на Олимпийские игры в Пекине — здесь с тем же Дядчуком доблался до полуфинала, где показал на финише седьмой результат. Вскоре по окончании этих соревнований принял решение завершить карьеру профессионального спортсмена, уступив место в сборной молодым казахстанским гребцам.
Имеет высшее образование, в 2005 году заочно окончил Карагандинский педагогический институт, где обучался на юридическом факультете.

## Награды
- Почётный знак «За заслуги в развитии физической культуры, спорта и туризма» (28 ноября 2013 года, Межпарламентская ассамблея СНГ) — за  значительный вклад в развитие физической культуры, спорта и туризма в государствах — участниках Содружества Независимых Государств, реализацию идей сотрудничества в данной сфере[2].